# Кожевников, Алексей Венедиктович
Алексе́й Венеди́ктович Коже́вников (6 [18] марта 1891, Уржумский уезд, Вятская губерния — 5 января 1980, Москва) — русский советский писатель и мемуарист. Лауреат Сталинской премии второй степени (1950).

## Биография
Родился 6 (18) марта 1891 года девятым ребёнком в крестьянской семье в деревне Хабазы. В 1913 году окончил учительскую семинарию в Казани, два года работал учителем в сельской школе. В 1915—1917 годах служил рядовым в царской армии. В 1917—1919 годах вновь учительствовал. В 1919—1921 в составе РККА участвовал в боях на Восточном фронте и под Астраханью. В 1922 году он переехал в Москву и до 1924 года работал педагогом-воспитателем в Центральном приёмнике для беспризорных детей. Учился в Литературно-художественном институте имени Брюсова. Входил в объединение «Кузница».

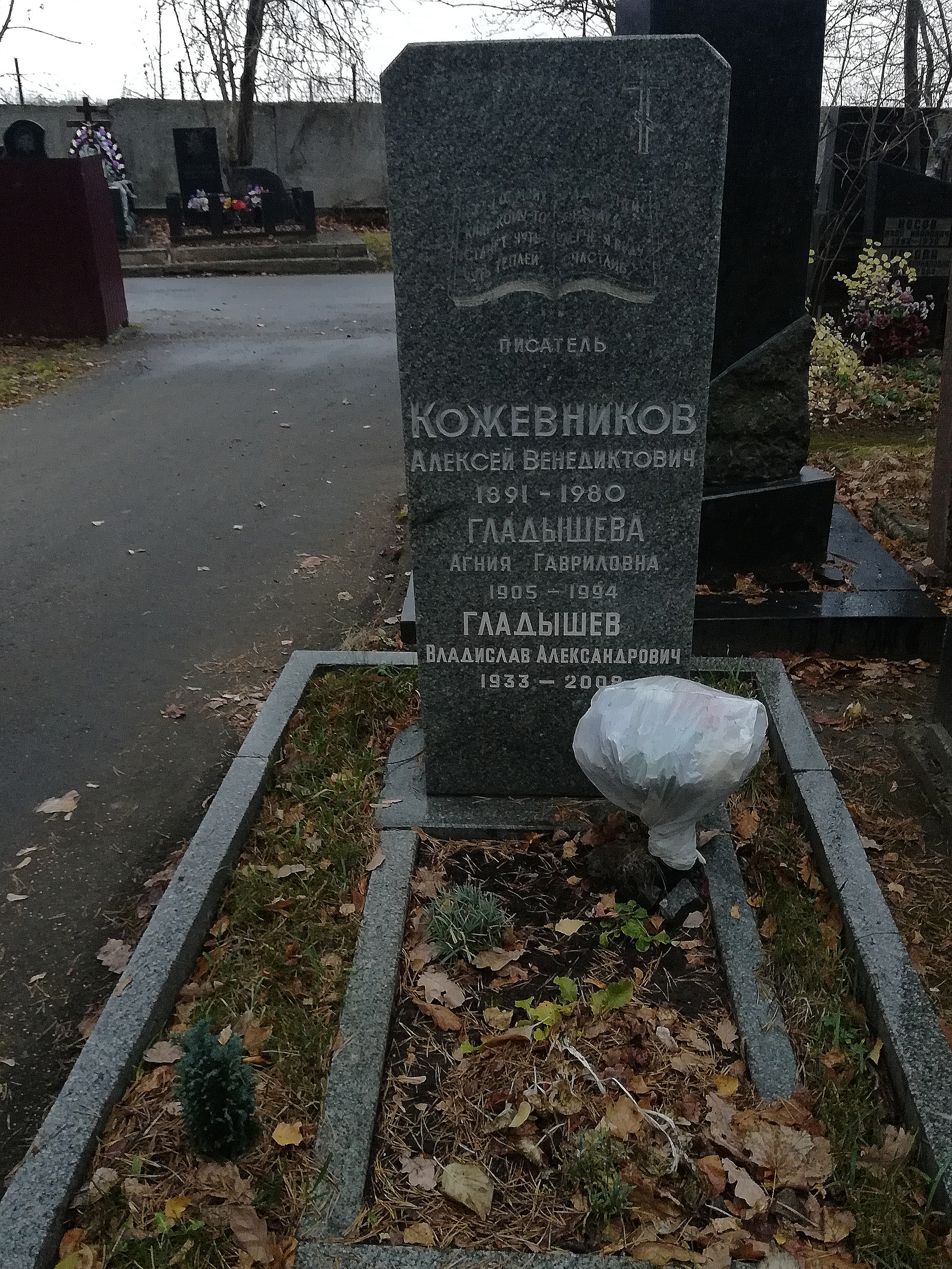
Могила на Кунцевском кладбище

Умер 5 января 1980 года. Похоронен на Кунцевском кладбище.

## Семья
- 1-я жена — Наталья Прокофьевна Кожевникова (1899—1951).
  - Сын — Юрий Кожевников (1922—1992), литературовед, поэт, переводчик.
  - Дочь — Наталья Кожевникова (1936—2005), лингвист, литературовед.
- 2-я жена — Агния Гавриловна Гладышева (1905—1994).

## Творчество
Литературной работой занимался с 1925 года. В поисках материала для своих книг много ездил по Советскому Союзу, стремясь отобразить социалистическое строительство во всей стране. Опубликовал несколько романов и большое количество повестей: «Золотая голытьба», «Турмалин-камень», «Искатели», «Тансык»; рассказы «Путь в счастливую страну», «Стрёмка», «У Каменной Гривы».
Роман «Живая вода» — «среднее произведение социалистического реализма с безупречно положительным героем, который добивается успеха в испытании новой оросительной системы в Хакасии, преодолевая трудности, — впрочем весьма надуманные. Роман служит пропаганде постановления ЦК КПСС „О подъёме сельского хозяйства в послевоенный период“ и подготавливает внедрение в обязательном порядке оросительной системы, о которой идёт речь». В «Раковом корпусе» Солженицына школьник Дёмка, читая этот роман, «не мог разобрать, чего у него на душе такая нудь и муть». Писал также для детей («Анютка», «Злые огни», «Дочь лоцмана», «Дадай», «Деур Сеид»).

## Награды и премии
- Сталинская премия второй степени (1951) — за роман «Живая вода» (1950)
- медаль «За доблестный труд в Великой Отечественной войне 1941—1945 гг.»
- медаль «В память 800-летия Москвы»

## Сочинения
- Собрание сочинений в 4-х томах. М., 1977—1979.
- Аэроплан-Звено, М.-Л., 1925.
- Вокзальники. М.-Л., 1925
- Шпана. Из жизни беспризорных, 1925, 2-е дополненное изд. — 1929
- Искатели, 1926
- Анютка, 1926, 1928
- Человек-песня, 1927, 1929, 1930
- Дочь лоцмана, 1927
- Золотая голытьба, 1927, 1928
- Первый приз. М., 1927, 1929, 1930
- Турмалин-камень, 1927, 1929
- Веники, М., 1928 (повесть о сплавщиках леса на Волге)
- Каторжники земли. 1928
- Демид Шапкин. М., 1930
- Тансык, 1930, 1931, 1932, 1935
- Человеческий заповедник Вольная Сванетия, 1930
- Магистраль, Л., 1934, в перераб. ред.: Здравствуй, путь!, 1936 (роман о строителях Турксиба)
- Брат океана, М., 1939 (роман о строительстве Игарки; название образно обозначает реку Енисей)
- Живая вода, М., 1950
- Добрые всходы, 1960
- Воздушный десант, 1972
- Солнце ездит на оленях, 1972
- Ветер жизни. Кн. 1-2. 1975—1977
- Иван — пройди свет. М., 1975
- На великой летной тропе, М., 1980 (роман на тему революционных волнений 1905—1917 годов)
- Книга былей и небылиц про медведей и медведиц, М., Детская литература, 1983 (сборник рассказов вышел уже после смерти автора)

## Комментарии
1. ↑  Деревня Хабазы, относившаяся к Пилинской волости Уржумского уезда, в последующем входила в состав Селенурского сельсовета (Уржумский район, Кировская область); не сохранилась[1].